# Oftedalit
Das Mineral Oftedalit ist ein extrem selten vorkommendes Ringsilikat aus der Milaritgruppe mit der idealisierten chemischen Zusammensetzung K ◻2 (CaSc) Be3 Si12O30. Es kristallisiert mit hexagonaler Symmetrie und entwickelt sechsseitige, kurzprismatische Kriställchen von unter einem Millimeter Größe und grauweißer Farbe.
Oftedalit findet sich als späte Abscheidung aus hydrothermalen Lösungen in kleinen Drusen in Kalifeldspäten Scandium- und Beryllium-reicher, granitischer Pegmatite. Einziger dokumentierter Fundort ist die Typlokalität, der Cleavelandit-Amazonit-Pegmatit bei Heftetjern in Tørdal, Südnorwegen.

## Etymologie und Geschichte
Scandium ist ein verbreitetes Spurenelement, wird aber selten lokal angereichert. Folglich existieren nur sehr wenige (13) ausgewiesene Scandium-Minerale und das erste (Thortveitit) wurde 1911 in Norwegen entdeckt. Erste Spekulationen über das mögliche Auftreten von bis dahin unbekannten Sc-haltigen Milarit im Heftetjern-Pegmatit stellten Kristiansen und Černý Anfang 1998 an und im Frühling des gleichen Jahres konnte F. Bernhard von der Universität Graz Sc-Milarit aus dieser Lokalität nachweisen.
Der erste Versuch, Oftedalit als neues Mineral von der CNMMN der International Mineralogical Association (IMA) anerkennen zu lassen, scheiterte zunächst an der 50 %-Regel. Diese verlangt für ein Mineral mit neuer Zusammensetzung, dass auf einer Position im Kristallgitter ein Element dominiert, das heißt mehr als 50 % der Besetzung ausmacht. Das vorgeschlagene Oftedalit-Endglied enthält maximal so viel Scandium wie Calcium, kann diese Marke also nicht überschreiten und wäre demnach immer nur ein Scandium-Milarit, aber kein neues Mineral.
Erst 2005 führten neue Proben, in denen Ca zum Teil durch Mn2+ ersetzt wurde und somit Sc3+ das dominierende Kation auf der A-Position ist, zur Anerkennung des neuen Minerals Oftedalit durch die IMA.
Benannt wurde das Mineral nach Ivar Oftedal (1894–1976), Professor für Mineralogie am Institut für Geologie der Universität Oslo. Oftedal arbeitete viel über die Geochemie von Scandium und veröffentlichte die ersten Publikationen zur Mineralogie der Tørdal-Pegmatite.

## Klassifikation
Da der Oftedalit erst 2003 als eigenständiges Mineral anerkannt wurde, ist er in der zuletzt 1977 überarbeiteten 8. Auflage der Mineralsystematik nach Strunz noch nicht verzeichnet.
In der zuletzt 2018 überarbeiteten Lapis-Systematik nach Stefan Weiß, die formal auf der alten Systematik von Karl Hugo Strunz in der 8. Auflage basiert, erhielt das Mineral die System- und Mineralnummer VIII/E.22-018. Dies entspricht der Klasse der „Silikate“ und dort der Abteilung „Ringsilikate“, wo Oftedalit zusammen mit Agakhanovit-(Y), Almarudit, Armenit, Berezanskit, Brannockit, Chayesit, Darapiosit, Dusmatovit, Eifelit, Emeleusit, Faizievit, Friedrichbeckeit, Klöchit, Lipuit, Merrihueit, Milarit, Osumilith, Osumilith-(Mg), Poudretteit, Roedderit, Shibkovit, Sogdianit, Sugilith, Trattnerit, Yagiit und Yakovenchukit-(Y) die „Milarit-Osumilith-Gruppe“ (VIII/E.22) mit der Struktur doppelter Sechseringe [Si12O30]12− bildet (Stand 2018).
Die von der IMA bis 2009 aktualisierte 9. Auflage der Strunz’schen Mineralsystematik ordnet den Oftedalit in die erweiterte Klasse der „Silikate und Germanate“, dort aber ebenfalls in die Abteilung der „Ringsilikate“ ein. Diese ist weiter unterteilt nach der Struktur der Ringe, so dass das Mineral entsprechend seinem Aufbau in der Unterabteilung „[Si6O18]12−-Sechser-Doppelringe“ zu finden ist. Darin gehört es mit Agakhanovit-(Y), Almarudit, Armenit, Berezanskit, Brannockit, Eifelit, Darapiosit, Dusmatovit, Friedrichbeckeit, Klöchit, Merrihueit, Milarit, Oftedalit, Osumilith, Osumilith-(Mg), Poudretteit, Roedderit, Trattnerit, Shibkovit, Sogdianit, Sugilith und Yagiit zur „Milaritgruppe“ mit der Systemnummer 9.CM.05.
Die Systematik der Minerale nach Strunz (9. Auflage) wird von „Hudson Institute of Mineralogy“ in der Mineraldatenbank „Mindat.org“ weitergeführt. Hier gehört Oftedalit in die Klasse „Silicate und Germanate“ und die Abteilung der „Ringsilikate“ (englisch [Cyclosilicates). Diese ist weiter unterteilt nach der Zähligkeit und Multiplizität der Silicatringe und Oftedalit wird in der Unterabteilung „sechser-Doppelringe“ (englisch Si6O18]2- 6-membered double rings) mit der Systemnummer 9.CM geführt, zusammen mit den zuvor aufgeführten Mineralen der Milarit-Gruppe, den neu hinzugekommenen Mineralen Aluminosugilith und Laurentthomasit sowie dem verwandten Mineral Faizievit.
In der vorwiegend im englischen Sprachraum gebräuchlichen Systematik der Minerale nach Dana hat Oftedalit die System- und Mineralnummer 63.02.01a.19. Dies entspricht ebenfalls der Klasse der „Silikate“, dort allerdings in die bereits feiner unterteilte Abteilung der „Ringsilikate: Kondensierte Ringe“ ein. Hier ist er in der „Milarit-Osumilith-Gruppe (Milarit-Osumilith-Untergruppe)“ mit der Systemnummer 63.02.01a innerhalb der Unterabteilung „Ringsilikate: Kondensierte, 6-gliedrige Ringe“ zu finden.

## Chemismus
Oftedalit hat die Endgliedzusammensetzung K ◻2 (CaSc) Be3 Si12O30 und ist das Scandium-Analog von Agakhanovit-(Y). Es bildet eine Mischkristallreihe mit Milarit gemäß der gekoppelten Austauschreaktion:
- [A]Ca2+ + [T2]Al3+ = [A]Sc3+ + [T2]Be3+[3]

Die empirische Zusammensetzung aus der Typlokalität ist
- [C]K0,98 [B]□2 [A](Sc0.96Y0.03Ca0,79Mn2+0,18Fe2+0,18)∑2,0 [T2](Be2.91Al0.09)∑3.00 [T1]Si11,98O30,

wobei in den eckigen Klammern die Position in der Kristallstruktur angegeben ist.

## Kristallstruktur
Oftedalit kristallisiert mit hexagonaler Symmetrie der Raumgruppe P6/mcc (Raumgruppen-Nr. 192) und den Gitterparametern a = 10.097 Å und c = 13.991 Å sowie zwei Formeleinheiten pro Elementarzelle.
Oftedalit ist isotyp zu Milarit, d. h., es kristallisiert mit der gleichen Struktur wie Milarit.
Die 12-fach koordinierte C-Position ist voll besetzt mit Kalium und die 9-fach koordinierte B-Position leer. Die oktaedrisch koordinierte A-Position ist voll besetzt mit 1 Sc3+ und 1 (Ca2+, Mn2+, Fe2+). Die T2-Position enthält neben Beryllium nur kleine Mengen Al3+ und die T1-Position, die die 6er-Doppelringe aufbaut, enthält nur Silizium (Si4+).

## Bildung und Fundorte
Oftedalit bildet sich bei niedrigen Temperaturen und Drucken aus hydrothermalen Restlösungen Scandium- und Beryllium-reicher Pegmatite und findet sich dort in kleinen Drusen in Kalifeldspat.
Typlokalität ist der Heftetjern Pegmatit, ein Cleavelandit-Amazonit-Pegmatit in Tørdal, Südnorwegen, wo er in kleinen Drusen entweder zusammen mit grünem Turmalin, Yttrium-Milarit, Bazzit und einem nicht identifizierten, glimmerartigen Mineral oder mit Thortveitit, Bazzit, Kristiansenit und Bertrandit zu finden ist. Bei sinkenden Temperaturen bildete sich zunächst Sc-Milarit (Oftedalit) + Bazzit bei der Reaktion von Thortveitit mit einer Be-, K- und Ca-reichen Lösung. Später wurde Thortveitit durch Ca- und Sn-haltige Lösungen zu Kristiansenit abgebaut.